# Astracantha wartoensis
Astracantha wartoensis là một loài thực vật có hoa trong họ Đậu. Loài này được (Boiss. & Kotschy) Podl. miêu tả khoa học đầu tiên năm 1983.